# 중국식 인도네시아 요리
틀:Cuisine of Indonesia

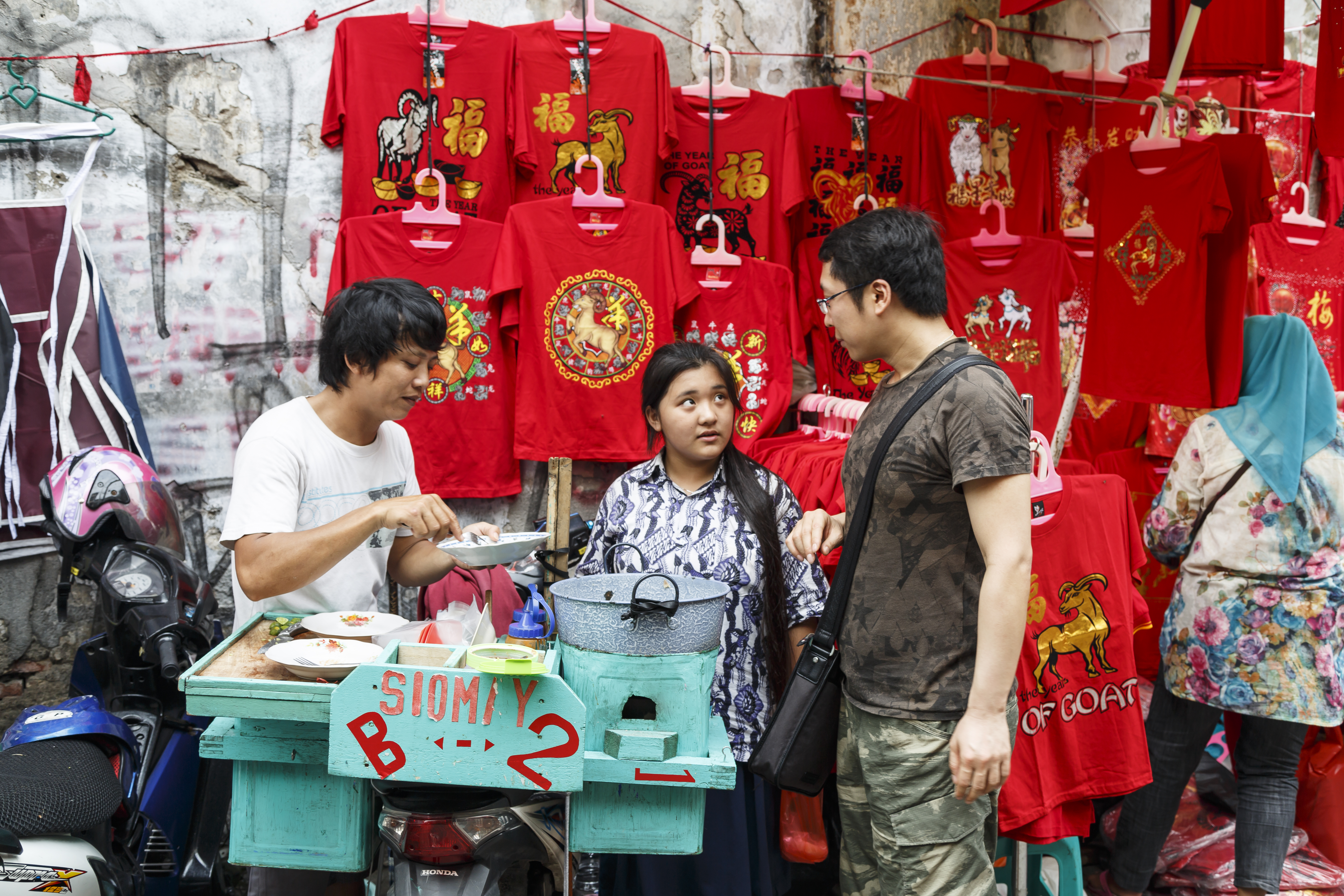
자카르타 차이나타운 글로독 지역의 시우마이 자전거 행상인.

중국계 인도네시아 요리(인도네시아어: Masakan Tionghoa-Indonesia, 중국어 간체자: 印尼中华料理, 정체자: 印尼中華料理, 병음: yìnní zhōnghuá liàolǐ, 백화자: Ìn-nî Tiong-hôa Liāu-lí)는 중국 요리와 현지 인도네시아 요리 스타일의 혼합으로 특징지어진다. 주로 한족 푸젠인과 하카인 후손인 중국계 인도네시아인들은 중국 요리의 유산을 가져왔으며, 케찹 마니스(달콤한 간장), 야자당, 사테 소스, 고추, 산탄(코코넛 밀크) 및 현지 향신료와 같은 인도네시아 재료를 추가하여 일부 요리를 수정하여 하이브리드 중국-인도네시아 요리를 만들었다. 일부 요리와 케이크는 말레이시아 및 싱가포르와 동일한 스타일을 공유하며, 페라나칸에 의해 뇨냐 요리로 알려져 있다.

## 중국 요리의 유산
인도네시아 음식에서 중국의 영향은 분명하다. 인도네시아 요리에 영향을 미친 중국 요리 스타일은 주로 푸젠 요리였다. 인기 있는 중국계 인도네시아 음식에는 박미, 미 아얌, 팡싯, 박소, 룬삐앙, 퀘티아우 고렝 및 미고렝이 있다.
중국 요리 문화는 특히 다양한 요리에 사용되는 푸젠, 하카, 광둥 외래어를 통해 인도네시아 요리에서 분명하게 드러난다. bak (肉)으로 시작하는 단어는 고기의 존재를 나타내며, 예: bakpau ("고기 찐빵"); cai (菜)로 끝나는 단어는 야채를 나타내며, 예: pecai ("중국 배추") 및 잡채 ("모듬 야채")가 있다. 또한 mi 또는 mie (麵)는 미고렝 ("볶음면")에서처럼 국수를 나타낸다.
이러한 음식 요리와 재료에 대한 대부분의 외래어는 푸젠어에서 유래했으며, 인도네시아어 전반과 대도시의 구어체에서 사용된다. 이들은 현지 언어의 필수적인 부분이 되었기 때문에 많은 인도네시아인과 중국계 사람들은 그들의 푸젠어 기원을 인식하지 못한다. 나시 고렝, 미고렝, 비훈, 퀘티아우, 룬삐앙 및 박피아와 같은 일부 인기 있는 인도네시아 요리는 중국의 영향에서 그 기원을 찾을 수 있다. 일부 음식과 재료는 대부분의 국가의 주식인 쌀에 곁들여 먹는 반찬으로 원주민과 중국계 인구 모두의 일상 식단의 일부이다.
중국의 영향은 식민지 시대부터 특히 자카르타, 치르본, 스마랑, 수라바야, 메단, 바탐, 방카, 팔렘방, 싱카왕, 폰티아낙과 같은 대규모 중국 정착지가 있는 도시에서 분명하다. 그 결과 이들 도시에서는 수많은 국수(미)와 두부(타후) 요리법이 개발되었다. 중국의 영향은 베타위족 (자카르타 원주민) 요리에서 분명하게 드러나며, 이는 기본적으로 페라나칸 문화로 형성되었기 때문에 베타위족은 아시난과 루작 주히와 같은 중국계 인도네시아 요리를 자신들의 것으로 여겼다. 어느 정도, 스마랑, 솔로, 수라바야의 자와인 또한 중국 요리의 영향을 기꺼이 받아들였으며, 그 결과 미고렝, 룬삐앙, 박소, 타후 군팅과 같은 중국의 영향을 받은 요리들을 자신들의 것으로 간주했다.
중국의 문화에서 음식은 매우 중요하며, 중국 가족들은 연회 풍습처럼 종종 외식을 위해 시간을 할애하기 때문에 인도네시아 도시의 많은 페치난(차이나타운)은 상점과 식당이 즐비한 도시의 요리 명소로 잘 알려져 있다. 중국인과 현지 인도네시아인 모두 식품 사업을 시작하면서, 소박한 길거리 수레 노점상부터 고급 레스토랑까지 다양한 식당들이 생겨났다. 자카르타의 글로독, 페체농안, 클라파 가딩, 메단의 케사완, 푸사트 파사르, 잘란 스마랑, 아시아 메가 마스, 체마라 아스리, 숭갈, 반둥의 치바닥, 가르두자티 / 가르두 자티, 수라바야의 키아키아 켐방 제푼, 치르본, 스마랑 및 솔로의 페치난은 중국계 인도네시아 요리뿐만 아니라 현지 및 국제 요리를 제공하는 많은 와룽, 상점 및 레스토랑으로 가득하다.

## 현지 요리에 대한 적응
인도네시아 중국 요리는 지역에 따라 다양하다. 예를 들어, 자바의 다른 지역에서는 요리가 현지 문화와 입맛에 맞게 조리되며, 이 지역에 거주하는 중국계 인도네시아인들 또한 현지 요리의 맛을 개발했다. 중앙 자바에서는 음식이 훨씬 더 달콤한 경향이 있으며, 서부 자바에서는 더 짜다. 동부 자바에서는 중국 음식이 페티스 새우장 선호로 더 짜고 풍미가 있다. 메단과 폰티아낙, 서칼리만탄에서는 더 전통적인 중국 스타일을 찾을 수 있다. 인도네시아의 중국 요리 또한 매운 음식과 현지 재료에 대한 현지 선호를 흡수했다. 예를 들어, 삼발 고추장, 아차르 피클, 샬롯을 바삭하게 튀긴 바왕 고렝을 양념으로 뿌리는 것이 일반적이다.
중국 요리가 인도네시아 요리에 미친 영향은 미고렝, 룬삐앙, 박소, 시우마이와 같은 중국 요리를 인도네시아식으로 변형한 것에서 분명하다. 그러나 요리 영향은 반대 방향으로도 나타났다. 반대로, 중국계 인도네시아인들 또한 현지 인도네시아 요리의 영향을 받았다. 론통 찹 고 메는 전통 인도네시아 요리를 중국계 인도네시아식으로 변형한 것으로 여겨진다. 이 요리는 중국 이민자와 현지 공동체 간의 동화를 반영한다.
인도네시아는 무슬림 다수 국가이기 때문에, 일부 재료는 할랄 중국 음식을 만들기 위해 대체되었다. 돼지고기를 닭이나 쇠고기로 대체하고, 라드를 팜유나 닭 지방으로 대체했다. 상당수의 무슬림 인도네시아 원주민 고객을 가진 대부분의 중국 식당들이 그렇게 할 것이다. 그러나 주요 인도네시아 도시의 차이나타운에서는 상당수의 중국인과 비무슬림 인구가 있어, 바비 케찹(돼지고기 간장 조림), 차시우, 바삭한 구운 돼지고기, 달콤한 돼지고기 소시지, 사테 바비(돼지고기 사테)와 같은 돼지고기 요리를 제공하는 중국 식당들이 있다.
인도네시아에는 다양한 스타일의 중국 음식이 있다:
- 전통 중국 음식, 예를 들어 차오저우 요리, 푸젠 요리, 하카 요리 요리.
- 현지 인도네시아 요리, 네덜란드 요리, 기타 유럽 요리에서 레시피를 차용한 중국-인도네시아 음식.
- 현지 문화와 입맛에 맞게 변형된 중국 요리, 예를 들어 돼지고기를 닭고기나 쇠고기로 대체하여 할랄로 만드는 것.
- 중국, 홍콩 또는 타이완 출신 요리사가 만든 새로운 스타일의 중국 음식.

## 중국계 인도네시아 음식 목록
대부분의 경우, 중국계 인도네시아 음식의 이름은 원래 중국 푸젠어 이름에서 따왔다(예: 박미, 박파우, 로추판, 룬삐앙, 스위키). 그러나 때로는 인도네시아어로 그 의미, 재료 또는 과정의 번역에서 파생된 이름도 있다(예: 바비 케찹, 카캅 아삼 마니스, 켐방 타후, 나시 팀).

### 요리
- 아시난, 얇은 사테 소스를 곁들인 절인 채소와 크루푹 미.
- 아얌 클루육 또는 콜로케 (咕嚕雞), 새콤달콤한 소스를 곁들인 닭고기.
- 바비 홍, 다양한 중국식 양념과 소스(여러 종류의 간장, 굴소스, 요리 와인 포함)로 요리한 돼지고기 삼겹살.
- 바비 케찹, 케찹 마니스(달콤한 간장)와 향신료로 조린 돼지고기 삼겹살.
- 박창 또는 바창 (肉粽), 고기(주로 돼지고기)를 넣고 대나무 잎으로 삼각형(정확히는 사면체) 모양으로 싼 찹쌀밥.
- 바쿠테 (肉骨茶), 다양한 허브와 향신료로 만든 돼지 갈비 수프.
- 바꾸앙 (肉乾), 글자 그대로 말린 고기; 저키 또는 덴뎅과 유사한 말린 육제품.
- 박미 (肉麵), 박미는 '고기 국수'를 의미하는 푸젠어 발음에서 유래; 다양한 스타일과 지역에 맞게 조리된 국수. 각 도시에는 고유한 국수 또는 미 레시피가 있다(예: 박미 자바, 박미 시안타르, 박미 메단, 박미 마카사르, 박미 방카 등).
- 박파우 (肉包), 인도네시아 중국식 찐빵, 닭고기, 고기(주로 돼지고기), 달게 한 녹두 또는 팥 소를 넣음.
- 박소 (肉酥), 박소는 '고기 조각'을 의미하는 푸젠어 발음에서 유래), 쇠고기 또는 닭고기 미트볼, 보통 맑은국과 다른 재료를 넣은 그릇에 제공됨.
- 박소 이칸, 생선으로 만든 미트볼. 박소와 마찬가지로, 박소 이칸은 맑은국과 다른 재료를 넣은 그릇에 제공됨.
- 박완 (肉丸), 박완은 '고기 공'을 의미하는 푸젠어 발음에서 유래; 야채, 반죽, 때로는 쇠고기로 구성된 튀김 요리.
- 반몐 (板麵), 납작한 수제 국수를 수프에 넣어 제공.
- 비훈 고렝, 향신료와 고추로 볶은 얇은 쌀국수에 달콤한 간장을 넣어 어둡게 만듦.
- 비훈 케팔라 이칸, 쌀국수와 큼직하게 썬 튀긴 생선 머리가 주재료인 국수 수프.
- 비훈 쿠아, 쌀국수 수프 요리.
- 바부르 아얌, 잘게 찢은 닭고기 죽.
- 칵웨 (炸粿), 중국식 크러러 또는 튀긴 긴 빵, 달콤하고 시큼하며 매운 디핑 소스를 곁들임.
- 잡채 (雜菜), 다양한 종류의 채소를 혼합한 푸젠어에서 유래; 일반적으로 볶음 닭고기 혼합 야채로 단품 요리로 주문할 때 제공됨.
- 차이타우꾸에 (菜頭粿), 찐 쌀가루와 잘게 썬 흰색 무가 주재료인 딤섬.
- 차 퀘티아우 (炒粿條), 숙주, 새우, 달걀(오리 또는 닭), 차이브, 얇게 썬 절인 중국 소시지를 넣어 볶은 쌀국수. 이 국수 요리는 퀘티아우 고렝과 유사함.
- 차 시오 (叉燒), 바비큐 돼지고기, 보통 밥, 달걀, 오이를 곁들여 제공되며 메단에서 흔히 볼 수 있음.
- 푸 융 하이 또는 푸 융 하이 (芙蓉蛋), 야채와 고기(주로 게살, 새우 또는 다진 닭고기)를 넣고 새콤달콤한 소스를 곁들인 오믈렛의 일종.
- 하이솜 차 (炒海參), 다진 마늘, 양파, 히오코 버섯, 파, 다진 닭고기, 간장, 굴소스를 넣어 해삼을 볶은 요리.
- 이 푸 미 (伊府麵), 걸쭉한 소스에 고기나 해산물을 넣은 건조 국수.
- 이칸 말라스 팀, 생강과 간장을 넣고 찐 "게으른 생선" 또는 베투투 생선(마블 고비)찜.
- 카캅 아삼 마니스, 붉은 퉁돔을 새콤달콤한 소스에 조리.
- 카캅 타후 타우시, 붉은 퉁돔을 두부와 두시를 넣은 타우초 소스에 조리.
- 카리 케팔라 이칸, 생선 머리 카레 요리.
- 케키안, 다진 새우 롤(때때로 생선이나 닭고기로 대체), 타피오카, 달걀, 마늘, 소금, 후추와 섞음. 응오 히앙과 유사하지만 오향분 없이 더 간단한 양념을 사용함. 찌거나 튀겨서 단독으로 먹거나, 잘라서 잡채와 같은 다른 요리에 섞어 볶아 먹을 수 있음.
- 케피팅 사우스 티람, 굴소스에 게살을 넣음.
- 퀘티아우 아얌, 잘게 썬 닭고기를 넣고 삶은 납작 국수(호판).
- 퀘티아우 고렝, 차 퀘티아우와 유사한 볶음 납작 국수.
- 퀘티아우 시람 사피, 걸쭉한 그레이비에 쇠고기를 넣은 납작 국수.
- 쿠핑 바비 케찹, 달콤한 간장에 돼지 귀.
- 락사, 페라나칸 요리의 매운 국수 수프, 예를 들어 베타위, 보고르, 메단 락사. 이 국수 요리는 이웃 말레이시아와 싱가포르에서도 유명하다.
- 랍치옹 (臘腸), 퀘티아우 고렝과 같은 요리의 재료로 사용되는 다양한 종류의 중국 소시지.
- 린둥 차 푸막, 장어와 볶은 인도 상추, 발효된 홍미.
- 룬삐앙 (潤餅), 푸젠/차오저우 스타일의 신선한 춘권.
- 론통 찹 고 메, 론통을 진한 코코넛 밀크에 닭고기 오포르 아얌, 고추에 간, 사유르 로데, 텔루르 핀당(대리석 달걀)을 넣은 요리. 찹 고 메 축제 기간 동안 제공되는 인도네시아 요리를 중국계 인도네시아식으로 변형한 요리.
- 로추판 (老鼠粄), 라오 슈 펀의 중국계 인도네시아 이름, 짧은 "쥐 꼬리 같은" 국수.
- 미 아얌, 치킨 국수, 노란 밀가루 국수에 다진 닭고기를 올리고 간장으로 양념하며, 보통 닭고기 육수와 함께 제공됨.
- 미 참푸르 또는 박미 참푸르, 모듬 고기 국수; 노란 밀가루 국수에 차시우, 바삭한 구운 돼지고기, 달콤한 돼지고기 소시지와 같은 다양한 중국식 바비큐를 올림. 중국계 인도네시아 나시 참푸르의 국수 버전.
- 미고렝, 향신료와 고추로 볶은 국수에 달콤한 간장을 넣어 어둡게 만들지만, 다른 변형도 있을 수 있음.
- 미 호키엔 (福建麵), 계란 국수와 쌀 국수로 만든 볶음 또는 국물 국수 요리.
- 미 크링, 걸쭉한 소스에 말린 국수.
- 로미 (滷麵), 달걀, 전분, 돼지고기 육수로 만든 걸쭉한 그레이비에 담긴 걸쭉한 노란 국수 한 그릇.
- 미 팡싯, 완탄 덤플링을 곁들인 얇은 계란 국수.
- 미 레부스, 삶은 국수.
- 미 타릭 (拉麵), 글자 그대로 "당겨진 국수"; 납면의 현지 이름.
- 미 야민 또는 야민, 미 아얌과 유사하지만 케찹 마니스에서 얻은 더 달콤한 맛이 있는 달콤한 간장에 담근 치킨 국수.
- 문 타후 (燜豆腐), 새우와 다진 닭고기를 넣고 걸쭉한 흰 소스에 조린 실크 두부.
- 나시 아얌 또는 나시 하이난, 삶은 닭고기와 양념된 밥으로 구성된 밥 요리, 칠리 소스와 보통 오이 장식을 곁들임.
- 나시 베벡, 삶거나 구운 오리와 일반 흰 쌀밥으로 만든 밥 요리.
- 나시 참푸르 (중국계 인도네시아 버전), 차시우, 바삭한 구운 돼지고기, 달콤한 돼지고기 소시지, 돼지고기 사테와 같은 다양한 중국식 바비큐를 곁들인 밥.
- 나시 고렝, 향신료와 고추로 볶은 밥, 종종 케찹 마니스를 추가하지만 다른 변형도 있을 수 있음.
- 나시 팀, 닭고기 육수를 곁들인 찐 닭고기 밥.
- 응오 히앙 (五香) 또는 로르 박 (滷肉), 오향분으로 양념한 다진 고기 롤(돼지고기, 닭고기, 생선 또는 새우).
- 오탁오탁 (烏達烏達), 바나나잎 포장에 담아 찌고 구운 어묵, 생선 살과 향신료로 만들어 매운 땅콩 소스를 곁들임.
- 팡싯 (扁食), 야채, 닭고기 또는 새우로 채워진 훈툰.
  - 팡싯 고렝, 튀긴 훈툰.
  - 팡싯 쿠아, 맑은국 또는 그레이비에 담근 젖은 훈툰.
- 파우 (包), 중국어로 '빵'을 의미; 때때로 박파우 (肉包)로 쓰이며, 문자 그대로 '고기 빵'을 의미하며, 고기 속을 넣은 빵. (박은 푸젠어로 '고기'를 의미함.)
- 펙 참 키 (白切鸡), 양념에 재운 찐 흰 닭고기
- 펨펙, 부드럽게 갈린 꼬치삼치 생선과 타피오카로 만든 짭짤한 어묵에 매운 식초와 야자당 소스를 곁들인 요리. 팔렘방시의 특산품. 현지 전설에 따르면, 이 이름은 이 요리를 발명하고 판매한 연로한 중국 남자를 부르던 아펙에서 유래했다고 한다.
- 뻐삐앙 (薄餅), 룬삐앙과 유사한 크고 신선하며 튀기지 않은 춘권.
- 루작 주히 또는 미 주히, 아시난과 유사, 얇은 사테 소스에 절인 채소에 크루푹 미를 곁들이지만, 노란 국수와 주히(소금에 절인 갑오징어)가 추가됨.
- 루작 상하이, 절인 해산물과 해파리에 야채와 새콤달콤한 소스를 곁들임.
- 사테 바비, 돼지고기 사테는 인도네시아 도시의 차이나타운, 특히 자카르타 지역의 글로독, 페체농안, 세넨 주변에서 찾을 수 있다. 이 요리는 힌두교가 다수인 발리주에서도 인기가 많으며, 네덜란드에서도 인기가 있다.
- 사포 타후 (砂鍋豆腐), 흙냄비에 담긴 두부, 사포는 '점토 냄비'(砂鍋)를 의미하는 중국어이며, 가장 인기 있는 변형은 사포 타후이다; 따뜻하게 유지하기 위해 흙냄비에 조리한 야채, 닭고기 또는 해산물을 넣은 실크 달걀 두부.
- 세크바 또는 벡팀, 주로 돼지 부속 고기(내장, 양, 폐, 간, 심장, 혀, 귀, 코)와 달걀, 두부, 절인 야채로 구성된 전통 중국 수프, 양념된 육수에 제공됨.
- 시우마이 (燒賣), 곱게 간 생선 덤플링을 찐 것으로, 중국 딤섬과 유사하지만 인도네시아 버전은 보통 매운 땅콩 소스를 곁들임.
- 소토, 주로 육수, 고기, 야채로 구성된 전통 수프.
- 소토 미, 매운 국수 수프 요리.
- 숩 히싯 (魚翅湯), 상어 지느러미 수프.
- 숩 이칸 비훈, 뜨겁게 제공되는 국물 기반 해산물 요리로, 쌀국수와 생선으로 만듦.
- 숩 사랑 부룽, 식용 제비집 수프.
- 스위키 (水雞), 개구리 다리 요리.
- 타후 (豆腐), 타후는 '두부'를 의미하는 중국어에서 유래), 발효 콩 식품.
- 타후 반둥 또는 타후 윤 이, 강하고 부드러운 두부에 강황을 입힌 노란 껍질, 반둥시의 특산품. 보통 튀기거나 볶아서 제공됨.
- 타후 고렝, 땅콩 소스 또는 다진 고추를 넣은 달콤한 간장을 곁들인 튀긴 두부.
- 타후 타우초, 두부에 타우초 소스를 곁들임.
- 타우게 아얌, 간장을 곁들인 숙주 닭고기.
- 타우게 타후, 때때로 게후로 줄여 말하며, 숙주와 두부를 볶은 요리.
- 티 롱 판, 빨간 칠리 소스, 으깬 구운 땅콩, 튀긴 양파, 말린 새우를 곁들여 제공되는 쌀국수 롤.
- 텔루르 아신 (鹹蛋), 소금에 절인 오리알.
- 텔루르 다다르 티람, 주로 작은 굴로 채워진 오믈렛.
- 텔루르 피탄 (皮蛋), 검은색의 보존된 오리알.
- 텔루르 테 (茶葉蛋), 차 달걀.
- 텔루르 팀, 찐 달걀.
- 테랑 불란/마르타박 마니스, 밀가루, 달걀, 설탕, 베이킹 소다, 코코넛 밀크, 물을 섞어 만든 팬케이크로, 두꺼운 둥근 철 프라이팬에 넉넉한 팜 마가린을 넣어 요리한 후, 다진 땅콩 알갱이, 설탕, 초콜릿 스프링클, 깨, 체다 치즈와 같은 속재료를 뿌린 다음 접어 만듦.
- 팀 다깅, 찐 다진 고기(주로 돼지고기)와 달걀.
- 용 타우 푸 (釀豆腐), 주로 다진 고기 혼합물 또는 어묵으로 채워진 두부 요리.
- 위상 또는 이 상 (魚生), 당근, 순무와 같은 얇게 썬 야채를 곁들인 신선한 생선 샐러드. 주로 춘절에 제공됨.

### 디저트 및 단 음식
- 박피아 (肉餅), 푸젠에서 유래한 달콤한 녹두 속을 넣은 페이스트리. 인도네시아에서는 욕야카르타의 페이스트리 전문 교외 지역 이름을 따서 박피아 파톡으로도 널리 알려져 있다.
- 친차우 (青草), 얼음, 코코넛 밀크, 설탕을 곁들인 선초 젤리 음료.
- 켐방 타후 (豆花), 부드러운 두부 푸딩에 달콤한 생강과 설탕 시럽을 곁들임.
- 쿠아시 (瓜子), 식용으로 말리고 소금에 절인 수박씨 또는 해바라기씨.
- 쿠에 불란 또는 티옹 추 피아 (中秋餅), 중국 월병의 현지 이름.
- 쿠에 케란장 또는 도돌 치나; 녠가오 (年糕)의 현지 이름으로, 찹쌀과 야자당 케이크로 만든 달콤한 간식은 현지에서 도돌로 알려져 있다.
- 쿠에 쿠 (龜粿), 끈적한 찹쌀가루에 달콤한 속을 넣은 중국식 케이크. 중국의 "앙 쿠 쿠에"(붉은 거북 케이크)와 동일.
- 쿠에 모찌 (麻糬), 땅콩 소를 넣고 참깨를 입힌 찹쌀떡.
- 노피아, 박피아보다 작은 야자당 속을 넣은 페이스트리. 인도네시아에서는 중앙자와주의 푸르발링가와 반유마스 마을과 관련이 있다.
- 온데온데, 땅콩 소를 넣고 참깨를 입힌 튀긴 찹쌀 공, 진더우의 현지 이름.
- 론데, 땅콩 소를 넣은 흰색 또는 유색의 찹쌀가루로 만든 달콤한 덤플링, 뜨겁고 달콤한 생강과 레몬그라스 차에 띄움.
- 세코텡 (四果湯), 땅콩, 다진 빵, 파차르 치나를 포함하는 생강 기반의 뜨거운 음료로, 자카르타, 서부 자바, 욕야카르타에서 찾을 수 있다.

## 같이 보기
- 페라나칸 요리

## 내용주
1. 1 2  Mantalean, Vitorio (2018년 1월 18일). “Dari Mana Asal Usul Pengaruh China dalam Kuliner Indonesia?”. 《Kompas.com》 (인도네시아어). 2024년 1월 13일에 확인함.
2. ↑  Heinz Von Holzen (2014). 《A New Approach to Indonesian Cooking》. Marshall Cavendish International Asia Pte Ltd. 15쪽. ISBN 9789814634953.
3. ↑  Tan 2002, 154쪽
4. ↑  Tan 2002, 155–156쪽
5. ↑  Tan 2002, 158쪽
6. ↑  Josh Chen. “Asal Usul Lontong Cap Go Meh” (인도네시아어). Liburan.info. 2012년 10월 1일에 원본 문서에서 보존된 문서. 2012년 9월 29일에 확인함.